# Metelčica
Metelčica to alfabet, który  wymyślił Franc Serafin Metelko. W użytku był w latach 1825-1833.

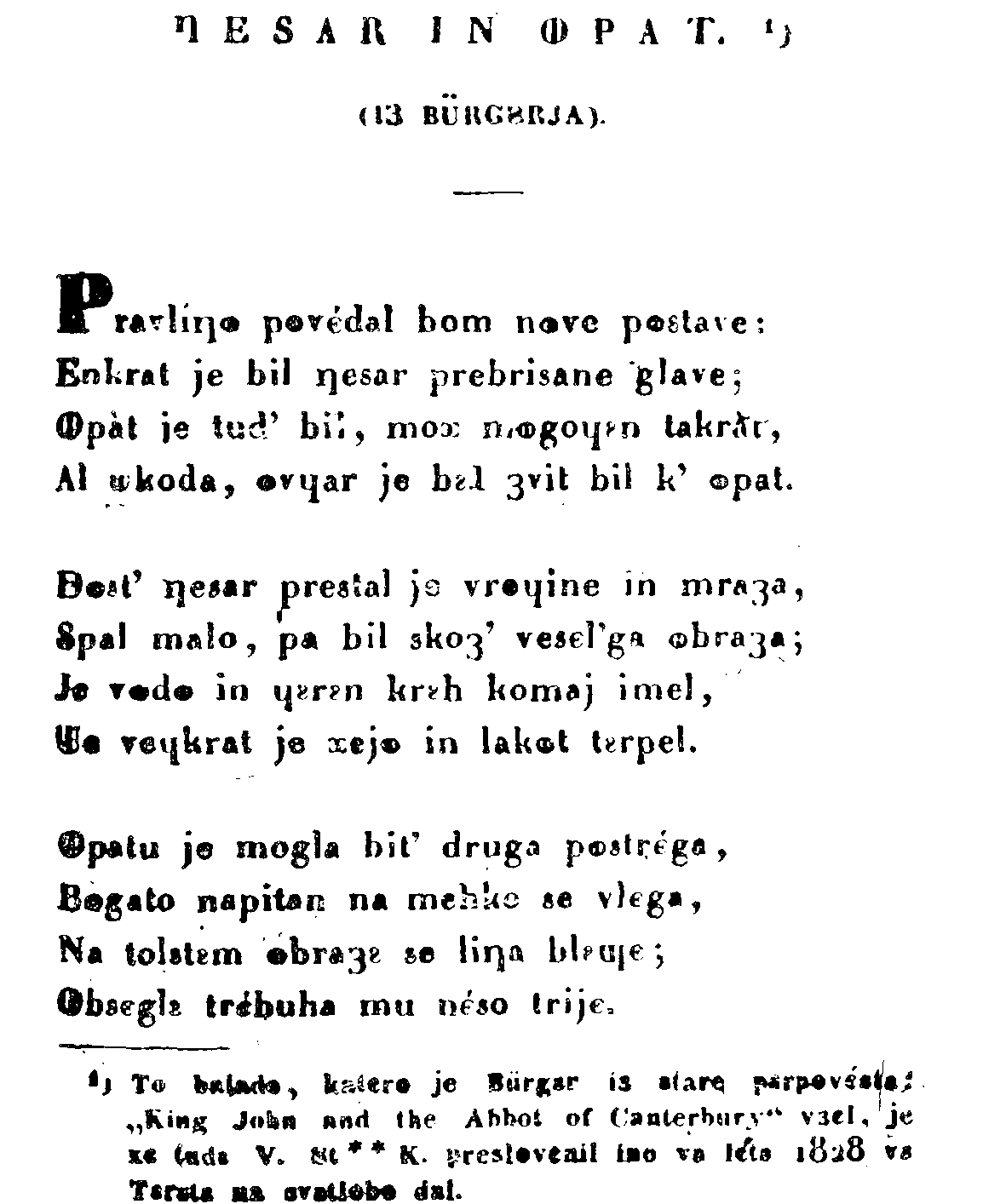
Tekst pisany metelčicą – wiersz Cesar in opat

Metelko swój alfabet opublikował w książce Lehrgebäude der slowenischen Sprache.  Nowy alfabet powstał z inicjatywy gramatyków, którzy nie byli zadowoleni z do tej pory używanej bohoričicy. Na Metelkę szczególnie wpłynął pomysł Kopitara aby każda głoska była reprezentowana przez dokładnie jeden znak i odwrotnie.
| Wielka litera | Mała litera | MAF   | Wymowa                                      |
| ------------- | ----------- | ----- | ------------------------------------------- |
| Ƞ             | ƞ           | /ts/  | c                                           |
| Ɥ             | ɥ           | /tʃ/  | č                                           |
| S             | s           | /s/   | s                                           |
|               |             | /ʃ/   | š                                           |
| Ꚇ             |             | /ʃtʃ/ | šč                                          |
| З             | з           | /z/   | z                                           |
| 𝔛             | 𝔵           | /ʒ/   | ž                                           |
| H             | h           | /h/   | h                                           |
|               |             | /x/   | podniebienne h                              |
|               | ɺ           | /lj/  | lj                                          |
|               | ꬻ           | /nj/  | nj                                          |
| E             | e           | /ɛ/   | Akcentowane szerokie ê lub nieakcentowane e |
| Є             | є           | /e/   | akcentowane wąskie é                        |
| Ƨ             | ƨ           | /ə/   | półsamogłoska e (ǝ)                         |
| O             | o           | /o/   | akcentowane wąskie ó lub nieakcentowane o   |
| Ꟁ             | ꟁ           | /ɔ/   | akcentowane szerokie ô                      |

W metelčicy obowiązywała następująca kolejność liter:

Niektóre źródła podają, że Metelko zaczerpnął brakujące litery z cyrylicy, jednak gdy się dokładniej im przyjrzymy, okaże się, że nie mają racji. Z cyrylicy przejęta została wyłącznie litera Ɥ. Przy literach   i  zauważalne jest podobieństwo do cyrylickich (Ш, Щ). Znak З jest identyczny jak w cyrylicy, jednak ówcześni Słoweńcy bardziej wiązali go z niemieckim pismem gotyckim. Pozostałe litery nie są zupełnie podobne do cyrylicy i zaliczamy je do osobistych „osiągnięć” Metelki. Szczególnie ciekawa jest litera , która nie przypomina żadnej innej litery na świecie. W powyższej tabeli możemy również dostrzec dwa różne znaki na głoskę h. Jednak, ponieważ większość słoweńskich narzeczy nie rozróżnia dwóch rodzajów głoski h, niektórzy pisarze pomijali literę .
Metelčica wydawała się przeciętnemu Słoweńcu tamtych czasów, dziwna, aby nie rzec  – brzydka. Dlatego też szybko uzyskała przydomek krevljica (kula). Poza Metelką używało jej wyłącznie pięciu czołowych słoweńskich pisarzy. Metelčica nie rozprzestrzeniła się po Styrii, ponieważ dobrze funkcjonowała tam znacznie bardziej przejrzysta i prostsza dajnčica.
Po słoweńskiej alfabetycznej wojnie, w roku 1833 metelčica została ostatecznie zakazana i wkrótce potem Słoweńcy jednogłośnie przyjęli gajicę.